# تطور تقني
التطور التكنولوجي : هو نظرية تصف التحول الجذري للمجتمع من خلال التطور التكنولوجي . نشأت هذه النظرية  مع الفيلسوف التشيكي رادوفان ريتشا.

## نظرية التطور التكنولوجي
البشرية في الانتقال : نظرة على الماضي البعيد والحاضر والمستقبل البعيد، كتب ماسيفيلد، 1993. التكنولوجيا (التي تعرفها ريتشا بأنها "كيان مادي أنشأه تطبيق الجهد العقلي والبدني للطبيعة من أجل تحقيق بعض القيمة") تتطور في ثلاث مراحل: الأدوات والآلات والأتمتة. يقول إن هذا التطور يتبع اتجاهين:

### تطوير
كانت فترة ( ماقبل التكنولوجيا ) , التي بقيت فيها جميع أنواع الحيوانات الأخرى اليوم باستثناء بعض أنواع الطيور والرئيسيات، فترة غير عقلانية للإنسان الذي كان في بداياته عصور ما قبل التاريخ.
ظهور التكنولوجيا، التي جعلت من الممكن من خلال تطوير هيئة عقلانية، مهد الطريق للمرحلة الأولى: الأداة. توفر الأداة ميزة ميكانيكية في إنجاز مهمة فعلية، مثل السهم أو المحراث أو المطرقة التي تزيد من الجهد البدني لتحقيق هدفه بفعالية أكبر. وفي وقت لاحق، زادت الأدوات التي تعمل بالحيوان مثل المحراث والحصان من إنتاجية الإنتاج الغذائي بعشرة أضعاف تقريبًا عن تكنولوجيا الصيد والجمع. أدوات تسمح للمرء القيام بأشياء مستحيلة تحقيقها مع جسم واحد وحده، مثل رؤية التفاصيل الدقيقة الدقيقة مع المجهر، والتلاعب بالأشياء الثقيلة مع بكرة وعربة، أو تحمل كميات من الماء في دلو..
كانت المرحلة التكنولوجية الثانية هي إنشاء الآلة. تعتبر الآلة (جهاز يعمل بالطاقة أكثر دقة) أداة تستبدل عنصر الجهد البدني البشري وتتطلب فقط التحكم في وظيفتها. أصبحت الآلات منتشرة على نطاق واسع مع الثورة الصناعية، على الرغم من أن طواحين الهواء، وهي نوع من الآلات، أقدم بكثير.
وتشمل أمثلة ذلك السيارات والقطارات وأجهزة الكمبيوتر والأضواء. الآلات تسمح للبشر بتجاوز حدود أجسامهم بشكل كبير. كوضع آلة في المزرعة مثل الجرار، وزيادة إنتاجية الغذاء على الأقل عشرة أضعاف على التكنولوجيا من المحراث والحصان.
 المرحلة الثالثة والأخيرة من التطور التكنولوجي هي التشغيل الذاتي. التشغيل الذاتي عبارة عن جهاز يقوم بإزالة عنصر التحكم البشري باستخدام خوارزمية تلقائية. ومن بين الأمثلة على الآلات التي تظهر هذه الخاصية الساعات الرقمية، ومفاتيح الهاتف الآلية، وأجهزة ضبط نبضات القلب، وبرامج الكمبيوتر
 من المهم أن نفهم أن المراحل الثلاث توضح الخطوط العريضة للأنواع الأساسية للتكنولوجيا، ولذلك لا تزال الثلاثة تستخدم على نطاق واسع اليوم. الرمح، المحراث، القلم، السكين، القفاز، الدجاجة والمجهر الضوئي كلها أمثلة على الأدوات.

### الآثار النظرية
وتتوج عملية التطور التكنولوجي بالقدرة على تحقيق جميع القيم المادية الممكنة من الناحية التكنولوجية والمرغوبة من خلال الجهد العقلي.
أحد الآثار الاقتصادية للفكرة أعلاه هو أن العمل الفكري سوف يصبح أكثر أهمية بالنسبة للعمالة البدنية. ستصبح العقود والاتفاقيات حول المعلومات أكثر شيوعًا بشكل متزايد في السوق. يعتبر التوسع وإنشاء أنواع جديدة من المعاهد التي تعمل مع المعلومات مثل الجامعات ومحلات الكتب وشركات تداول براءات الاختراع وما إلى ذلك مؤشرا على أن الحضارة هي في التطور التكنولوجي
  وهذا يسلط الضوء على أهمية التأكيد على النقاش حول الملكية الفكرية بالاقتران مع أنظمة التوزيع اللامركزية مثل الإنترنت اليوم. حيث يتم اختراع سعر توزيع المعلومات نحو الصفر باستخدام أدوات أكثر فاعلية لتوزيع المعلومات. تزايد كميات المعلومات التي يتم توزيعها على قاعدة عملاء متزايدة العدد مع مرور الوقت. مع تزايد عدم التدخل في الأسواق المذكورة وتزايد المخاوف بشأن حماية حقوق الملكية الفكرية، ليس من الواضح ما هو الشكل الذي ستستغرقه أسواق المعلومات مع تطور عصر المعلومات.